# Palazzo del Banco di Napoli (Reggio Calabria)

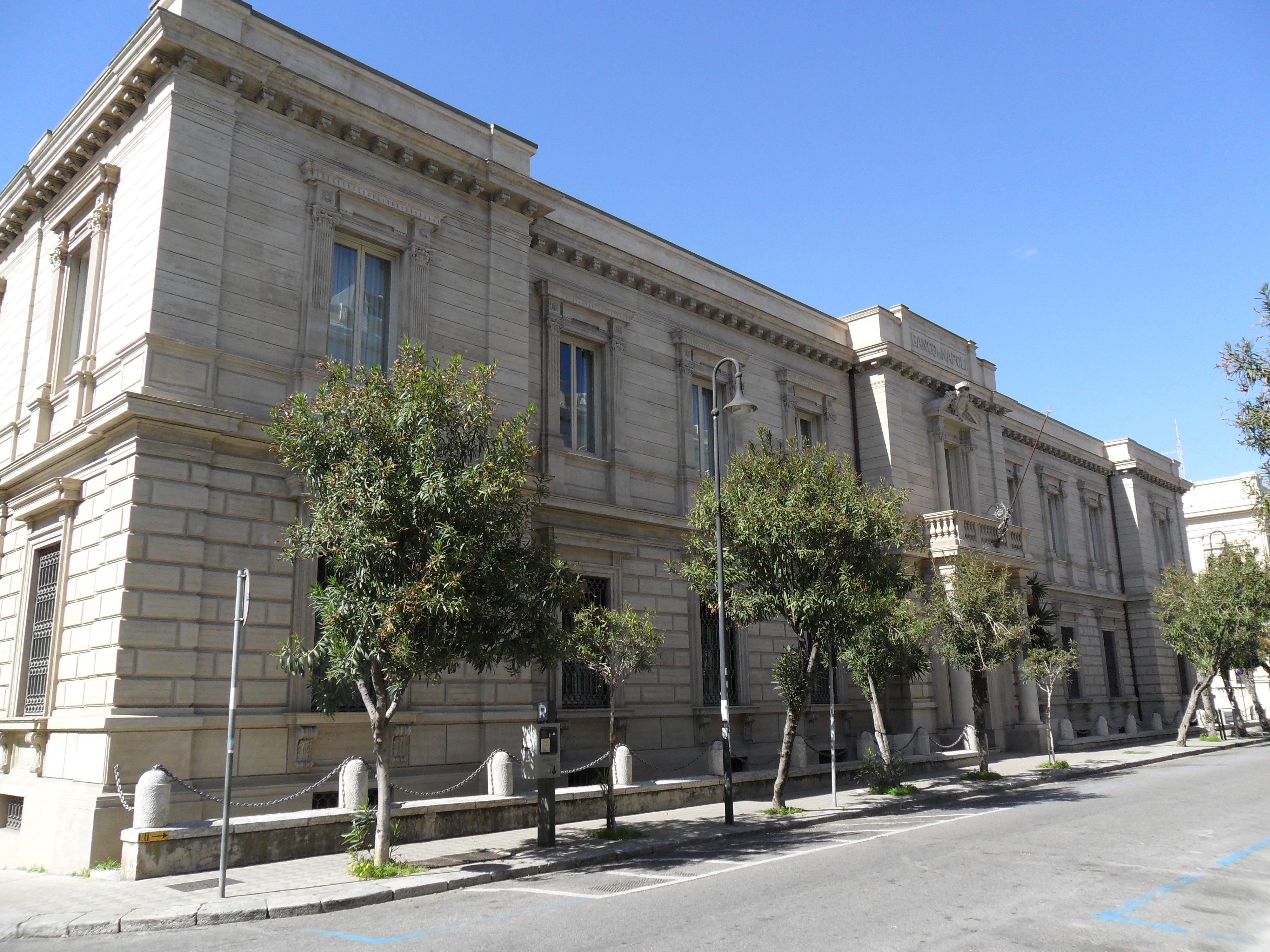
Palazzo del Banco di Napoli in Reggio Calabria, Hauptfassade

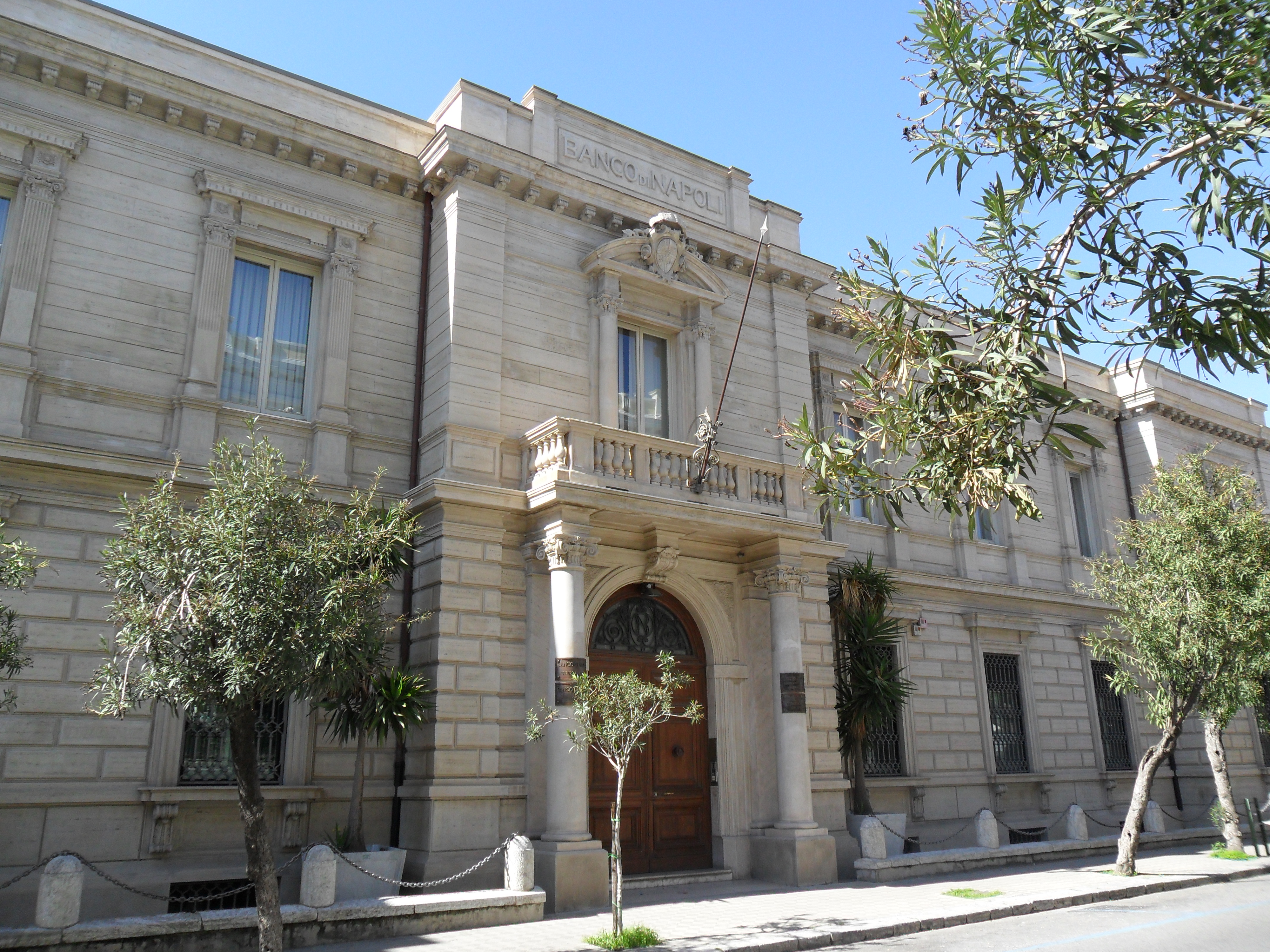
Das Eingangsportal

Der Palazzo del Banco di Napoli ist ein neoklassizistischer Palast aus den 1920er-Jahren im historischen Zentrum von Reggio Calabria in der italienischen Region Kalabrien. Das Gebäude füllt einen Teil des Blocks zwischen der Via Miraglia, der Via San Francesco da Sales und der Via Pietro Foti aus.

## Geschichte
Im Jahre 1868 wurde der Banco di Napoli gestattet, in allen Provinzen Süditaliens Niederlassungen zu eröffnen. Die erste Niederlassung in Reggio Calabria eröffnete die Bank 1870. Das Erdbeben von 1908 beschädigte das Gebäude, das die Bank errichtet hatte, so schwer, dass es nicht mehr repariert werden konnte. Die Niederlassung in Reggio Calabria wurde nach Neapel verlegt und kehrte erst in den Folgejahren zurück. Der heutige Palast wurde 1927 errichtet.

## Beschreibung
Der Palast ist ein klassizistisches Gebäude, das sich über zwei Vollgeschosse und ein Tiefparterre erstreckt. Die Hauptfassade zu Via Miraglia hin ist durch eine Reihe von Vor- und Rücksprüngen der Seitenflügel gekennzeichnet, die den mittleren Baukörper hervorheben, an dem sich ein imposantes Rundbogenportal, gerahmt von halbkreisförmigen Modulationen und an seinen Seiten von zwei großen, korinthischen Säulen, auf denen der einzige Balkon ruht, dessen klassizistische Brüstung aus Balustern in Form kleiner, dickbauchiger Säulen besteht. Die Fenstertüre, die auf den Balkon führt, ist von zwei Säulen gleicher Art flankiert, die ein gebogenes, vorspringendes Tympanon stützen, das in seiner Mitte ein geschirmtes Wappen trägt.
Der untere Teil der Fassade besteht aus glattem Bossenwerk und zeigt eine Reihe von Fenstern mit Architraven mit kleinen, vorspringenden Rahmen, während der obere Teil der Fassade, getrennt durch ein moduliertes Gesims, glatten Streifenputz trägt und eine Reihe von Fenstern mit Architraven, an den Seiten gerahmt korinthische Lisenen, zeigt.
An den Nebenfassaden wiederholen sich die architektonischen Elemente, aber die Öffnungen des Tiefparterres, die mit Gittern verschlossen sind, sind deutlicher sichtbar.
Das Gebäude ist nach oben durch ein Traufgesims mit kleinen, dekorierten Konsolen im unteren Bereich und einer linearen Brüstung, unterbrochen von kleinen Säulen, im oberen Bereich an den Gebäudeecken, abgeschlossen.